# Lucy Beaumont (Komikerin)
Lucy Ann Beaumont (geb. 10. August 1983) ist eine britische Komikerin aus Hull. Ihre frühen Auftritte basierten größtenteils auf Anekdoten über Hull und die Region Nordengland. Sie war 2011 Finalistin bei So You Think You're Funny und gewann 2012 die BBC Radio New Comedy Awards. Ihre Debütshow 2014 beim Edinburgh Fringe, We Can Twerk It Out, wurde für den Best Newcomer Award des Jahres nominiert. Beaumont nahm 2023 an der sechzehnten Staffel von Taskmaster teil. 
Sie heiratete 2015 den Komiker Jon Richardson und hatte schließlich ihre eigene gemeinsame Show "Meet The Richardsons". Sie trennten sich 2024.